# 行基町
行基町（ぎょうぎちょう）は、兵庫県伊丹市の町名。現行行政地名は行基町一丁目から行基町四丁目。住居表示は未実施(地番整理済み)。郵便番号664-0857。

## 地理
北を千僧、北東を船原、東を西台、南東を梅ノ木、南を鈴原町、西を昆陽東と接する。中学校は全域が伊丹市立西中学校の校区だが、小学校の校区は伊丹小学校と鈴原小学校に分かれている。

## 歴史
旧川辺郡伊丹町大字伊丹および稲野村大字千僧の飛地だった場所で、1959年（昭和34年）に住居表示を実施し行基町1〜4丁目となった。現在の町域に含まれる旧小字の相生町は1951年（昭和26年）から1972年（昭和47年）に千僧1丁目へ移転するまで初代の公立図書館となる伊丹市図書館が置かれていた場所である。
1975年（昭和50年）、町域の東側が分離して新たに西台1〜5丁目となる。

### 地名の由来
昆陽池の造営を指導した奈良時代の高僧・行基（ぎょうき）の名前を冠した旧小字の行基田（ぎょうぎでん）より命名された。ただし、行基田の名称が行基による寺田の開墾などの事績より命名されたかどうかは明らかではない。人名の行基は一般的に「ぎょうき」と「基」を清音で読むが、伊丹市内にある行基の名を冠した事物は「ぎょうぎ」と濁音で読むことが多い。

## 交通
西台との境界に沿って兵庫県道332号線が、1丁目を横断するように334号線が走っており西台・船原と接する一ツ橋（旧小字）が両道の交差点となっている。伊丹市バスでは行基町1丁目、市高前などの停留所を設置している。
西台が分離して以降、町内に鉄道は走っていないが阪急伊丹線伊丹駅は至近で利用可能。

## 施設
- 伊丹市立伊丹高等学校
- 伊丹行基郵便局
- 生活協同組合コープこうべ行基店
- 常岡病院
- フジコー本社工場